# Музаев, Тимур Магомедович
Тимур Магомедович Музаев (28 ноября 1967, Грозный — 16 декабря 2019, Грозный) — чеченский историк, журналист, политический деятель, обозреватель, публицист, автор телефильмов. Заслуженный работник культуры Чеченской Республики (2014).

## Биография
Родился 28 ноября 1967 года в Грозном. Окончил исторический факультет Чечено-Ингушского государственного университета. Проходил стажировку в Институте российской истории Российской академии наук. Темой диссертации выбрал «Национально-демократическое движение горских народов Северного Кавказа в период революции (1917—1918)», но не защитил её.
В 1989—1993 годах был сначала младшим, затем старшим научным сотрудником, исполняющим обязанности заведующего отделом современной истории института гуманитарных наук Чеченской Республики в Грозном. Одновременно выполнял обязанности корреспондента «Независимой газеты» и Агентства новостей и информации в Грозном. Также был соучредителем и главным редактором регионального независимого информационного агентства «СевКавИнформ».
В 1989—1990 годах был соучредителем и членом координационного совета грозненской организации партии Демократический союз. В 1990—1991 годах был соучредителем и исполнительным секретарём Грозненского социал-демократического клуба. В 1991 году был соучредителем и членом президиума координационного совета Движения демократических реформ Чечено-Ингушетии. В том же году был одним из организаторов движения за сохранение Чечено-Ингушетии и активно участвовал в его работе. В 1993 году был одним из организаторов пресс-службы общенационального митинга демократических сил Чечни.
В мае 1993 года опубликовал статью «Алхимия генерала Дудаева», за которую подвергся преследованиям со стороны власти и был вынужден переехать в Москву. До 1994 года был редактором отдела хроники Агентства новостей и информации.
В 1994—1995 годах — ведущий специалист Департамента анализа, прогноза и оперативного реагирования Министерства по делам национальностей и региональной политики Российской Федерации.
В 1995 году был советником председателя правительства Чеченской Республики и пресс-секретарем и начальником информационно-аналитического отдела Представительства ЧР при Президенте Российской Федерации.
С 1997 года работал начальником отдела информации и рекламы ЗАО «ОРТ-Авто» и обозревателем Международного института гуманитарно-политических исследований по проблемам Чечни и Северного Кавказа.
Сотрудничал с газетами «Экспресс-Хроника», «Независимая газета», «Век», «Литературная газета», «Русский репортёр» (Москва), «Русская мысль» (Париж), «Северный Кавказ» (Нальчик), «Голос Чеченской Республики», «Импульс», «Республика» (Грозный). Выполнял исследовательские работы для Аналитического управления администрации президента России, Министерства иностранных дел ЧРИ, международной организации «International Alert», телекомпании ВИD, компании ЛогоВАЗ, информационного агентства RUFA (Германия), Московского антифашистского центра, Центра политических технологий, Центра политической конъюнктуры и других организаций. Является автором более сотни научных, научно-популярных и публицистических статей, телефильмов «Май 1945, Берлин, бункер фюрера» (эфир ОРТ 9 мая 1998 года) и «Поиски Янтарной комнаты» (эфир ОРТ 14 сентября 1998 года).
С осени 1999 года — политический редактор газеты «Лига Наций» (Москва); с июня 2000 г. — главный редактор газеты «Лига Наций» (2000—2003). С 2003 года — шеф-редактор «Объединенной газеты» и главный редактор Общественного информационного центра национальной политики (Москва).
Редактор и составитель web-альманаха «Лабиринт Времён». Главный специалист — эксперт Архивного управления правительства ЧР. С 2014 года помощник Начальник Архивного управления правительства ЧР. С 2017 года — главный редактор журнал «Архивный вестник» (Грозный).
Является автором книг «Союз горцев. Русская революция и народы Северного Кавказа, 1917 — март 1918 г.» (М., 2007; Нальчик, 2012); «Герои Чеченского полка Кавказской Туземной конной дивизии. 1914—1918» (Грозный, 2015) и целого ряда других. Соавтор телефильмов «Дикая Дивизия. Чеченский полк» (Чеченская государственная телерадиокомпания «Грозный»).
Член Совета по национальной, миграционной политике и взаимодействию с религиозными объединениями Полномочном представителе Президента Российской Федерации в Центральном федеральном округе (с 2000).

## Семья
- Прапрадед, Эльмурзаев Шеды (1816 - 1889) — офицер Собственного Его Императорского Величества Конвоя, подполковник.
- Прадед, Эльмурзаев Ахмет-Хан Шедиевич (1885 - 1951) — горский предприниматель и общественный деятель, министр продовольствия Горского правительства (1917).
- Дед Музаев, Нурдин Джамалдинович (1913—1983) — писатель, поэт, драматург, переводчик, учёный, кандидат филологических наук, педагог, участник Великой Отечественной войны, председатель Союза писателей Чечено-Ингушской АССР, член Союза писателей СССР.
- Отец Музаев, Магомед Нурдинович (1941—2015) — историк, начальник Архивного управления правительства Чеченской республики.

### Книги
- Васильева О., Музаев Т. М. Северный Кавказ в поисках региональной идеологии. — М.: Прогресс, 1994. — 69 с.
- Музаев Т. М. Чеченский кризис-99: политическое противостояние в Ичкерии: расстановка сил, хроника, факты. — М.: Панорама, 1999. — 175 с.
- Музаев Т. М. Дагестан: власть, народы, конфликты. — М.: Панорама, 1999. — 120 с. — ISBN 5858950744.
- Музаев Т. М. Союз горцев: русская революция и народы Северного Кавказа, 1917 - март 1918 года. — М.: Печатный двор, 2012. — 606 с. — ISBN 5905770131.
- Музаев Т. М. Этнический сепаратизм в России. — М.: Панорама, 1999. — 224 с. — ISBN 5858950531.
- Музаев Т. М. Союз горцев. Русская революция и народы Северного Кавказа, 1917 - март 1918 г.. — М.: Патрия, 2007. — 518 с. — ISBN 9785902940029.
- Музаев Т. М. Чеченская республика: органы власти и политические силы. — М.: Панорама, 1995. — 177 с.
- Музаев Т. М. Пограничные проблемы Российской Федерации. — М.: Панорама, 1999. — 61 с.
- Музаев Т. М. Ичкерия: руководство и политическая структура. — М.: Панорама, 1997.
- Музаев Т. М. Чеченская Республика: Органы власти и политические силы. — М.: Панорама, 1995.
- Музаев Т. М., Тодуа З. Новая Чечено-Ингушетия. — М.: Панорама, 1992. — 86 с.
- Музаев Т. М. Союз горцев. Русская революция и народы Северного Кавказа / Ш. А. Ахмадов, С. С. Магомадов. — Нальчик: ООО «Печатный двор», 2012. — 608 с. — 2000 экз. — ISBN 978-5-905770-13-5.
- Музаев Т. М. Герои Чеченского полка Кавказской Туземной конной дивизии, 1914-1918. — Грозный, 2015. — 90 с. — 1000 экз.
- Музаев Т. М., др. автор. Программа курса "История Чечни XX века" для высших учебных заведений.. — Грозный, 1993. — 500 экз.
- Музаев Т. М. Вассан-Гирей Джабагиев. Борьба Северного Кавказа за свободу.. — Грозный, 1993. — 600 экз.
- Музаев Т. М., др. автор. Кризис власти в России.. — Москва, 1993. — 500 экз.
- Музаев Т. М.. Национальные конфликты в постсоветском пространстве.. — Москва, 1994. — 300 экз.

### Статьи
- Музаев Т. М. Кабинет реанимации // Новое время : журнал. — 1997. — № 11.
- Музаев Т. М. «Матрешки» чеченского кризиса // Новое время : журнал. — 1996. — № 46.
- Музаев Т. М. Посеявшие ветер… Общественно-политический кризис в Чеченской Республике: причины, истоки, расстановка сил // Экспресс-хроника : журнал. — 1993. — № 27 марта.
- Музаев Т. М. Тапа Чермоев // Архивный вестник : журнал. — 2013. — № 1.
- Музаев Т. М. Генерал Владимир Чермоев - герой Первой мировой войны // Архивный вестник : журнал. — 2015. — № 2.
- Музаев Т. М. Грозненцы, начало XX века. // Архивный вестник : журнал. — 2015. — № 2.
- Музаев М.Н., Музаев Т. М. К вопросу об определении административной границы Чеченской Республики в районе озера Кезеной-Ам. // Архивный вестник : журнал. — 2015. — № 2.
- Музаев Т. М. Перспективы развития архивного дела в Чеченской Республике на 2016-2020 годы. // Архивный вестник : журнал. — 2015. — № 3.
- Музаев Т. М. Международный прорыв чеченских архивистов. // Архивный вестник : журнал. — 2015. — № 3.
- Музаев Т. М. "Пропавшая" дивизия. Архивные документы опровергают фальсификаторов. // Архивный вестник : журнал. — 2015. — № 3.
- Музаев Т. М. Новые свидетельства о защитниках Брестской крепости из Чечено-Ингушетии. // Архивный вестник : журнал. — 2015. — № 3.
- Музаев Т. М. Списки погибших, раненых и без вести пропавших всадников Чеченского конного полка, 1914-1917 гг. // Архивный вестник : журнал. — 2016. — № 4.
- Музаев Т. М. Бисолта Тагиров: мулла Чеченского полка, кадий Грозного. // Архивный вестник : журнал. — 2016. — № 4.
- Музаев Т. М., Ченчиева М.Х. Шериповы - семейная коллекция. // Архивный вестник : журнал. — 2016. — № 4.
- Музаев Т. М. "Оздоровление России начнется с окраин..." Юго-Восточный Союз: казаки и горцы осенью 1917 г. вместе пытались спасти Россию. // Архивный вестник : журнал. — 2016. — № 4.
- Музаев Т. М. Первые бои Чеченского полка. Декабря 1914 - января 1915 гг. // Архивный вестник : журнал. — 2017. — № 5.
- Музаев Т. М. Генерал Алиев - герой сражения под Мукденом. // Архивный вестник : журнал. — 2017. — № 5.
- Музаев Т. М. Атаман буйного Терека Михаил Караулов: от триумфа до расстрела - один год. // Архивный вестник : журнал. — 2017. — № 5.
- Музаев Т. М. Для установления мира решено ехать во Владикавказ... // Архивный вестник : журнал. — 2017. — № 5.
- Музаев Т. М. Тайна рыцарей Храма. Рыцари-тамплиеры защищали Гроб Христа, но поклонялись Дьяволу... Состоятельна ли версия Французской короны и Святой Инквизиции? // Лабиринт времен : web-журнал. — 2003. — № 1.
- Музаев Т. М. Триумфальное поражение. Почему скрывают победу Красной Армии в "зимней войне"? Версия Виктора Суворова. // Лабиринт времен : web-журнал. — 2003. — № 1.
- Музаев Т. М. Клевета сквозь века. Петр III - неизвестный российский император. Поэт дает урок историкам. // Лабиринт времен : web-журнал. — 2003. — № 1.
- Музаев Т. М. Гитлер был уничтожен по приказу... Андропова. Представляем секретный документ из архива КГБ. // Лабиринт времен : web-журнал. — 2003. — № 1.
- Музаев Т. М. Последний шанс Гитлера. Во время войны представители Москвы и Берлина вели секретные переговоры о сепаратном мире на Востоке. // Лабиринт времен : web-журнал. — 2003. — № 2.
- Музаев Т. М. Бунт парламентских говорунов. «Авентинский блок» против Дуче. // Лабиринт времен : web-журнал. — 2003. — № 2.
- Музаев Т. М. Академическая травля. Механизм критики Виктора Суворова: политическая демагогия как "последний аргумент". // Лабиринт времен : web-журнал. — 2003. — № 2.
- Музаев Т. М. Масонская "самостийность". Лидеры Украины пытались заручиться поддержкой «вольных каменщиков». // Лабиринт времен : web-журнал. — 2003. — № 2.
- Музаев Т. М. Монголы - защитники Гроба Господня? "Желтый крестовый поход". Версия Льва Гумилева: за и против // Лабиринт времен : web-журнал. — 2003. — № 2.
- Музаев Т. М. Прививка от политического бешенства. «Времена негодяев», которые спасли свободу Америки. // Лабиринт времен : web-журнал. — 2003. — № 2.
- Музаев Т. М. Воины Креста на страницах книг. Что читать по истории духовно-рыцарских орденов? // Лабиринт времен : web-журнал. — 2003. — № 2.
- Музаев Т. М. Ловушка для Черчилля. Путь для проникновения советских агентов в британскую разведку открыл премьер-министр Великобритании. // Лабиринт времен : web-журнал. — 2003. — № 3.
- Музаев Т. М. В колее конфликта. Вступление Финляндии в советско-германскую войну 1941-1945 гг. Был ли выбор у Хельсинки? // Лабиринт времен : web-журнал. — 2003. — № 3.
- Музаев Т. М. Петлюра и погромы. // Лабиринт времен : web-журнал. — 2003. — № 3.
- Музаев Т. М. Кавказские японцы. Страничка из истории русско-японской войны 1904-1905 гг.. // Лабиринт времен : web-журнал. — 2003. — № 3.
- Музаев Т. М. Мальтийские игры. Великий магистр Мальтийского Ордена обеспокоен действиями лжерыцарей в Российской Федерации. // Лабиринт времен : web-журнал. — 2003. — № 3.
- Музаев Т. М. Заговор на краю могилы. Государственный переворот в бункере фюрера. // Лабиринт времен : web-журнал. — 2003. — № 4.
- Музаев Т. М. Свобода с дулом у виска. За кулисами независимости Закавказья. // Лабиринт времен : web-журнал. — 2003. — № 4.
- Музаев Т. М. Партизаны на поводке. Курдский терроризм был порожден советской разведкой. // Лабиринт времен : web-журнал. — 2003. — № 4.
- Музаев Т. М. Пособники гестапо из Лондона. Участников антигитлеровского заговора 20 июля 1944 года предало британское правительство. // Лабиринт времен : web-журнал. — 2003. — № 4.
- Музаев Т. М. «Оздоровление России начнется с окраин...» Казаки и горцы осенью 1917 года вместе пытались спасти Россию от анархии и гражданской войны. // Лабиринт времен : web-журнал. — 2003. — № 4.
- Музаев Т. М. Грузинский царский дом: прошлое и настоящее. Из истории династии Багратион-Мухтанских. // Лабиринт времен : web-журнал. — 2003. — № 4.
- Музаев Т. М. Нацисты против Гитлера. Первое издание мемуаров Отто Штрассера на русском языке. // Лабиринт времен : web-журнал. — 2003. — № 4.
- Музаев Т. М. Как предсказать свое прошлое? Историческая наука в постсоветских государствах. // Лабиринт времен : web-журнал. — 2003. — № 4.
- Музаев Т. М. Счастье на штыках. Секретная борьба в большевистском руководстве по поводу «советизации» Закавказья. // Лабиринт времен : web-журнал. — 2003. — № 5.
- Музаев Т. М. Индульгенция на геноцид. Документы свидетельствуют: осетино-ингушский конфликт был спланированной провокацией. // Лабиринт времен : web-журнал. — 2003. — № 5.
- Музаев Т. М. Возвращение Кобургов. У Болгарского царского дома появился шанс вернуть престол. // Лабиринт времен : web-журнал. — 2003. — № 5.
- Музаев Т. М. Верность офицерской чести. // Вести Республики : газета. — 2016. — 13 май (№ 87 (2771)).
- Музаев Т. М. Мулла Чеченского полка. К 100-летию юбилею героев Брусиловского прорыва - всадников Чеченского полка. // Вести Республики : газета. — 2016. — 4 июнь (№ 105 (2789)).
- Музаев Т. М. "Пропавшая" дивизия. // Вести Республики : газета. — 2015. — 27-28 май (№ 94—95 (2528 - 2529)).
- Музаев Т. М. Аслам Масхадов: политическая биография. // Версия (Москва).. — 2004. — 18 ноябрь.
- Музаев Т. М. Чечня: штурм или осада? // Русская мысль (Париж).. — 1999. — 18 ноябрь.
- Музаев Т. М. Чечня: вялотекущий кризис. // Русская мысль (Париж).. — 1999. — 28 январь.
- Музаев Т. М. Внутричеченские противоречия: велико ли их значение теперь. Администрация Кадырова: компромиссы и закулисное противоборство // Тема дня (Москва).. — 2003. — 04 март.
- Музаев Т. М. Чеченская Республика Ичкерия. Общий обзор. // Международный институт гуманитарно-политических исследований. Политический мониторинг. Выпуски политического мониторинга (Москва).. — 1997. — Октябрь.
- Музаев Т. М. Последний шанс Гитлера. // Русская мысль (Париж).. — 1999. — 21 - 27 январь (№ 4254).
- Музаев Т. М. Адольф Гитлер как "могильщик капитализма". // Русская мысль (Париж).. — 1998. — 10 - 16 декабря (№ 4249).
- Музаев Т. М. Кризис после революции. // Независимая газета.. — 1993. — 24 апрель.
- Музаев Т. М. Джохар Дудаев назначает не тех, кого надо? Национал-радикалы критикуют президента. // Независимая газета.. — 1991. — 11 декабрь.
- Музаев Т. М. В Чечне становится неспокойно. Президент Дудаев обвинил в этом руководство России. // Независимая газета.. — 1991. — 5 декабрь.
- Музаев Т. М. Генерал Дудаев в роли генерала Де Голля. // Независимая газета.. — 1991. — 25 декабрь.
- Музаев Т. М. Год длиною в век. К 90-летию Союза объединенных горцев. // ДОШ (Москва).. — 2007. — № 3.
- Музаев Т. М. Национально-освободительное движение чеченцев и ингушей в послефевральский период (март - ноябрь 1917). // Ойла (Грозный).. — 1998. — № 1.
- Музаев Т. М. Парламент как «третья сила»? Новая роль законодателей в общественно-политической жизни Ичкерии. // Политический мониторинг (Москва).. — 1999. — № 3.
- Музаев Т. М. Музаев: межнациональная драка в Москве на самом деле — провокация. // Кавказский Узел (Москва).. — 2007. — 24 июнь.
- Музаев Т. М. Карачаево-Черкесия: выборы под аккомпанемент взрывов. // Русская мысль (Париж).. — 1999. — 13 май.
- Музаев Т. М. Дорога к Победе. Презентация сборника Архивного управления. // Вести Республики (Грозный).. — 2015. — 15 май (№ 86).
- Музаев Т. М. Бастующее село. // Отражение (Грозный).. — 1991. — Февраль.